# King Coleman
Carlton "King" Coleman (ur. 20 stycznia 1932 w Tampie, zm. 11 września 2010 w Miami) – amerykański piosenkarz i muzyk rhythm and bluesowy. Jest autorem jednego z sygnałów muzycznych (utwór "The Boo Boo song" z 1967, ostatnie wydanie na płycie "It's Dance Time" z 2002) używanych przez Piotra Kaczkowskiego w audycji radiowej MiniMax granej w Programie Trzecim Polskiego Radia.
W roku 1959 zaśpiewał w utworze Jamesa Browna "(Do The) Mashed Potatoes". Ostatnio na scenie występował w roku 2005, w trasie koncertowej po Wschodnim Wybrzeżu USA.
Coleman pracował jako DJ w radio WTMP w Tampie i w WFEC w Miami, a ostatecznie w stacji WMBM, gdzie był jednym z najpopularniejszych DJ-jów końca lat '50. Kilka lat temu Coleman był gospodarzem sześciogodzinnego nocnego programu radiowego w stacji WMBM o tytule "Nothing But Love", na którym zaprezentował muzykę gospel.
Coleman był również aktorem - pojawił się w kilku filmach i programach telewizyjnych, np. w filmie Claudine, Welcome Back Kotter, Up the Academy i Bad Boys II. Jest ojcem znanego perkusisty Tony'ego Colemana, który często występuje z B.B. Kingiem.
Muzyk zmarł 11 września 2010 roku w Miami. Miał 78 lat.